# Riberalta
Riberalta – miasto w Boliwii, w departamencie Beni, w prowincji Vaca Díez. W mieście znajduje się port lotniczy Riberalta.